# Stenocaris minor
Stenocaris minor är en kräftdjursart som först beskrevs av T. Scott 1892.  Stenocaris minor ingår i släktet Stenocaris och familjen Canthocamptidae. Arten är reproducerande i Sverige. Inga underarter finns listade i Catalogue of Life.